# Mickys turbulente Weihnachtszeit
Mickys turbulente Weihnachtszeit (Originaltitel: Mickey’s Twice Upon a Christmas) ist ein amerikanischer fünfteiliger Animationsfilm der Walt Disney Company von Matthew O’Callaghan aus dem Jahr 2004. Der Film ist die Fortsetzung des Films Mickys fröhliche Weihnachten aus dem Jahr 1999. 
Der Zeichentrickfilm wurde 2004 als Direct-to-DVD-Produktion produziert und in 3D-Computeranimation angefertigt. In den fünf Teilen des Films werden Geschichten um die Bewohner Entenhausens zur Weihnachtszeit erzählt. Der Film erschien in Deutschland am 11. November 2004.

## Handlung
Eine heisskalte FreundschaftMinnie und Daisy streiten bei einem Eiskunstlaufwettbewerb um die Gunst der Zuschauer. Nachdem Minnie bei den waghalsigen Kunststücken schließlich hinfällt, vertragen sie sich wieder.
Einmal Nordpol und zurückTick Trick und Track reisen zum Nordpol, um sich in die Liste der braven Kinder des Weihnachtsmannes einzutragen. Doch dort richten sie ein Chaos an und müssen alle wieder in Ordnung bringen. Schlussendlich schaffen sie es noch, sich in die Liste einzutragen und bekommen Geschenke zu Weihnachten.
Maximale WeihnachtenMax bringt seine Freundin zu Weihnachten mit zu Feier, jedoch schämt er sich für seinen Vater, was er diesem dann auch zu verstehen gibt. Schließlich sieht er aber ein, wie egoistisch er war und es wird doch noch ein frohes Fest.
Donalds himmlischer ChorDonald ist von Weihnachten und besonders vom Lied Wir wünschen euch frohe Weihnacht genervt und versucht dem zu entfliehen. Dabei ruiniert er jedoch eine Vorstellung. Schließlich ändert er seine Einstellung und dirigiert den Weihnachtschor.
Pluto, Blitz und DonnerAls Pluto aus Vorfreude den Schmuck des Weihnachtsbaumes von Micky zunichtemacht, wird er von ihm angeschrien. Daraufhin läuft er weg und kommt bis zum Weihnachtsmann am Nordpol. Als Micky Plutos Abwesenheit bemerkt, macht er sich auf die Suche nach ihm. Schließlich wird Pluto vom Weihnachtsmann in dessen Schlitten wieder zurückgebracht.

## Ehrungen
DVDX Awards 2005
- Beste Filmmusik in einer DVD-Produktion: Stephen James Taylor
- nominiert:
  - Beste Charakteranimation in einer DVD-Produktion (Minnie Mouse)
  - Bestes Drehbuch für eine DVD-Produktion

Golden Reel Awards 2005
- nominiert:
  - Bester Tonschnitt in einer DVD-Produktion